# Historia de los organismos modelos

Micrografía electrónica de E. coli

La historia de los organismos modelos comenzó con la idea de que ciertos organismos pueden ser estudiados y utilizados para obtener conocimiento de otros organismos o como control (ideal) para otros organismos de la misma especie. Los organismos modelos ofrecen estándares que sirven como base  autorizada para la comparación de otros organismos.
La idea del organismo modelo arraigó a mediados del siglo XIX con el trabajo de hombres como Charles Darwin y Gregor Mendel y sus respectivos trabajos sobre la selección natural y la genética de la herencia. Estos primeros trabajos en la búsqueda de normas para comparar organismos continuaron en el siglo XX cuando los primeros organismos modelo fueron llevados a los laboratorios. A principios del siglo XX,  la Drosophila entró en los laboratorios de investigación y abrió las puertas a otros organismos modelo como el virus del mosaico del tabaco, E. coli, o el ratón de laboratorio C57BL/6, etc. Estos organismos han llevado a muchos avances en el último siglo.

## Trabajos preliminares en organismos modelo
Algunos de los primeros trabajos con lo que se consideraría organismos modelo comenzaron porque Gregor Johann Mendel consideró que las opiniones de Darwin eran insuficientes para describir la formación de una nueva especie y comenzó su trabajo con las plantas de guisantes que son tan famosas hoy en día. 
En su experimentación para encontrar un método que permitiera explicar las ideas de Darwin, hibridó y cruzó los guisantes y descubrió que al hacerlo podía aislar las características fenotípicas de los guisantes. Estos descubrimientos hechos en la década de 1860 permanecieron inactivos durante casi 40 años hasta que fueron redescubiertos en 1900. El trabajo de Mendel se correlacionó entonces con lo que se llamaba cromosomas dentro del núcleo de cada célula. Mendel creó una guía práctica para la cría y este método se ha aplicado con éxito para seleccionar algunos de los primeros organismos modelo de otros géneros y especies como los cobayas, Drosophila (mosca de la fruta), ratones, y virus como el virus del mosaico del tabaco.

## Modernos organismos modelos

### Drosophila

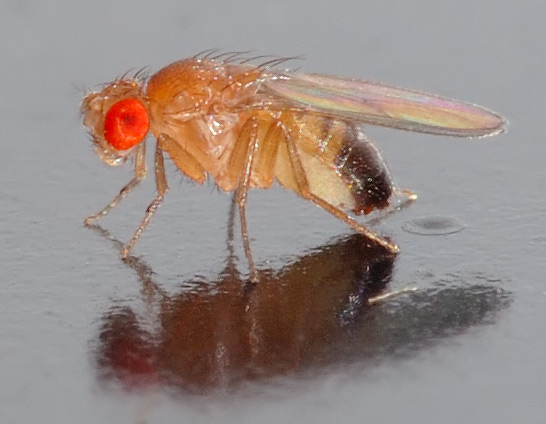
Drosophila, uno de los primeros organismos modelos en entrar al laboratorio

La mosca de la fruta Drosophila melanogaster dio el salto de la naturaleza a animal de laboratorio en 1901. En la Universidad de Harvard, Charles W. Woodworth sugirió a William E. Castle que Drosophila podría ser utilizada para trabajos genéticos. 
Castle, junto con sus estudiantes, llevó primero la mosca a sus laboratorios para su uso experimental. En 1903 William J. Moenkhaus había llevado a la Drosophila a su laboratorio en la Escuela de Medicina de la Universidad de Indiana. Moenkhaus a su vez convenció al entomólogo Frank E. Lutz de que sería un buen organismo para el trabajo que estaba haciendo en la Estación para la Evolución Experimental  de la institución Carnegie en Cold Springs Harbor, Long Island sobre la evolución experimental. En algún momento del año 1906, Drosophila fue adoptada por el hombre que sería muy conocido por su trabajo con las moscas, Thomas Hunt Morgan. Un hombre llamado Jacques Loeb también intentó experimentar con mutaciones de Drosophila independientemente del trabajo de Morgan durante la primera década del siglo XX.
Thomas Hunt Morgan está considerado como uno de los hombres más influyentes en la biología experimental de principios del siglo XX y su trabajo con la Drosophila fue extenso. Fue uno de los primeros en el campo en darse cuenta del potencial de la cartografía de los cromosomas de la Drosophila melanogaster y de todos los mutantes conocidos. Más tarde ampliaría sus hallazgos a un estudio comparativo de otras especies. Con una observación cuidadosa y meticulosa, él y otros "Drosofilistas" fueron capaces de controlar las mutaciones y cruzarlas para obtener nuevos fenotipos. A través de muchos años de trabajos como este, los estándares de estas moscas se han vuelto bastante uniformes y todavía se utilizan en la investigación hoy en día.
Estas moscas, junto con todos los organismos modelo originales no fueron domesticados, pero se adaptaron a la vida doméstica de la humanidad. Las moscas tuvieron que cruzar el umbral de la naturaleza, para convertirse en criaturas de carácter más experimental. No sólo las moscas, sino otros organismos también fueron llevados a los laboratorios durante los años 1900 e intentaron salir como criaturas experimentales.Con la expansión de los animales utilizados como sujetos de prueba en los laboratorios se obtuvo más conocimientos sobre qué organismos son los más adecuados para las distintas pruebas. Las limitaciones de las capacidades de prueba de estos animales también fueron descubiertas por lo que la introducción de aún más organismos modelos empezó a ser una ciencia en progreso.
Drosophila existe en la actualidad como una de las formas más avanzadas de los insectos del planeta, debido a su rápida evolución y la frecuencia de cambio en sus genes en los últimos 300 millones de años. Aunque tienen muchas cualidades deseables como organismos modelo, estas moscas tienen problemas para tratar con algunas bacterias experimentales que no deberían ser patógenas. Estas tienden a causar una alta tasa de mortalidad. También estas moscas se han ido distanciando considerablemente en su composición genética de otros insectos, con lo que las comparaciones a veces se hacen difíciles. La aparente necesidad de nuevos organismos creció y algunos escarabajos fueron llevados a los laboratorios como modelos. Un escarabajo de uso común en los laboratorios de hoy en día es Tribolium, que ha conservado gran parte de su ADN ancestral permitiendo así una mayor experimentación y diferentes comparaciones.

### Microorganismos
Los insectos no eran los únicos organismos que entraron en los laboratorios como sujetos de prueba. Las bacterias también se habían introducido y con la invención del microscopio electrónico en 1931 por Ernst Ruska, nació el nuevo campo de la microbiología.
Esta invención permitió a los microbiólogos ver objetos que eran demasiado pequeños para ser vistos por cualquier microscopio de luz y por lo tanto los virus que tuvieron perplejos a los biólogos durante muchos años, quedaron entonces bajo el escrutinio científico.
En 1932, Wendell Stanley comenzó una competencia directa con Carl G. Vinson para ser el primero en aislar completamente el virus del mosaico del tabaco, un virus que había sido hasta entonces invisible y mataba las plantas del tabaco en toda Inglaterra.
Fue Stanley el primero en realizar esta tarea cambiando el pH a uno más ácido. Al hacerlo, se pudo concluir que el virus era una proteína o que estaban estrechamente relacionados con una proteína, beneficiando así a la investigación experimental.Hay razones muy importantes por las que estos nuevos organismos, mucho más pequeños, como el virus del mosaico del tabaco y E. coli se abrieron paso en los laboratorios de los biólogos moleculares. Organismos como Drosophila y Tribolium eran demasiado grandes y demasiado complejos para los experimentos cuantitativos simples que hombres como Wendell Stanley querían realizar. Antes de usar estos sencillos organismos los biólogos moleculares tuvieron organismos relativamente complejos para trabajar. Hoy en día, estos virus, incluidos los bacteriófagos, se utilizan ampliamente en la genética. Son fundamentales para ayudar a los investigadores a producir ADN dentro de las bacterias. El virus del mosaico del tabaco tiene ADN que se apila de una manera distintiva que fue influyente en el desarrollo de Watson y Cricks de su modelo de la estructura helicoidal para el ADN.

### Ratones
Tanto la comunidad de insectos como los virus fueron un buen comienzo para la historia de los organismos modelo, pero aún hay más actores involucrados. A principios de siglo se estaban realizando muchas investigaciones biomédicas utilizando animales y especialmente cuerpos de mamíferos para mejorar la comprensión de los procesos de la vida por parte de los biólogos. Fue alrededor de esta época que las sociedades humanas americanas se involucraron mucho en la preservación de los derechos de los animales y por primera vez comenzaron a ganar el apoyo del público para este esfuerzo. Al mismo tiempo, la biología americana también estaba pasando por sus propias reformas internas. De 1900 a 1910 treinta escuelas de medicina fueron obligadas a cerrar. Durante esta época de disturbios, un hombre llamado Clarence Cook Little, a través de una serie de eventos afortunadamente cronometrados, se convirtió en investigador de la Escuela de Medicina de Harvard y trabajó en cánceres de ratón. Empezó a desarrollar grandes colonias de ratones mutantes. Bajo el cargo del Dr. William Castle, Little ayudó a expandir los hábitos de cría de animales en el laboratorio Bussey de Harvard. Debido a la libertad en la forma en que a Castle se le permitió dirigir el laboratorio y a su respaldo financiero por parte de la Universidad, pudieron crear un extenso programa en genética de mamíferos.
Los ratones resultaron ser una solución casi perfecta para los sujetos de prueba de la investigación genética de los mamíferos. El hecho de que habían sido criados por "ratoneros" durante cientos de años, permitía diversas poblaciones de un animal, mientras que el público tenía mucho menos sentimiento por estos roedores que por los perros y gatos. Little pudo tomar nuevas ideas de "cepas genéticas puras" que se fusionan con la genética vegetal, así como trabajar con Drosophila. La idea de la endogamia para lograr este objetivo de una "cepa pura" en ratones fue una idea que pudo haber creado una disminución de la fertilidad de los ratones, acabando así con la cepa. Poco logró su objetivo de una cepa de ratones genéticamente pura haciapara 1911 y publicó su hallazgo poco después. Continuaría su trabajo con estos ratones y utilizó sus investigaciones para demostrar que la endogamia es una forma eficaz de eliminar la variación y que servía para preservar las variantes genéticas únicas. En esa época también se trabajaba mucho con estos ratones y en la investigación del cáncer y los tumores.

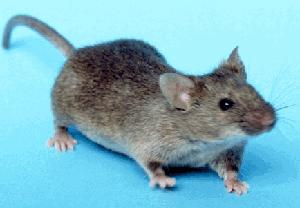
Ratón doméstico, el organismo modelo más importante en los mamíferos

A lo largo de la década de 1920 se siguió trabajando con estos ratones como organismos modelo para la investigación de los tumores y la genética. Fue durante la gran depresión cuando este campo de estudio recibiría su mayor golpe. Con la economía al límite, los laboratorios se vieron forzados a vender muchos de sus ratones para evitar el cierre. Esta necesidad de fondos casi detuvo la continuación de estas cepas de ratones. La transición de estos laboratorios a exportadores de cantidades masivas de ratones fue bastante fácil de hacer si había instalaciones adecuadas para su producción en el lugar. Con el tiempo, a mediados del decenio de 1930, el mercado volvería y los laboratorios de genética de todo el país reanudarían la financiación regular y, por lo tanto, continuarían en las áreas de investigación que habían iniciado antes de la depresión. A medida que continuaron las investigaciones, también lo hizo la producción de ratones en lugares como el Laboratorio Jackson. Instalaciones como éstas pudieron producir ratones para instalaciones de investigación en todo el mundo. Estos ratones fueron criados con la técnica de reproducción mendeliana que Little había implementado como práctica estándar alrededor de 1911. Esto significaba que los ratones con los que se experimentaba no sólo eran los mismos dentro del laboratorio, sino en diferentes laboratorios alrededor del mundo.
El ratón ha seguido siendo importante a medida que la genética molecular y la genómica han progresado; la secuenciación de un genoma de referencia del ratón se completó en 2002. En términos más generales, la genómica comparativa ha avanzado nuestra comprensión y ha reforzado la importancia de los organismos modelo, especialmente los que tienen genomas relativamente pequeños y no repetitivos. 